# James Alexander Robb
Pour l’article homonyme, voir Robb.
James Alexander Robb (10 août 1859-11 novembre 1929) est un marchand, meunier et homme politique fédéral et municipal du Québec.

## Biographie
Né à Huntingdon dans le Canada-Est (aujourd'hui dans la région de la Montérégie), James Alexander Robb entama sa carrière politique en devenant maire de la ville de Salaberry-de-Valleyfield de 1906 à 1910.
Élu député du Parti libéral du Canada dans la circonscription fédérale d'Huntingdon en 1908 et réélu en 1911 et en tant que Libéraux de Laurier dans Châteauguay—Huntingdon en 1917, il fut réélu en 1921, lors des partielles de 1922, en 1925, en 1926 et lors de partielles en 1926. Il est mort en fonction en 1929 à l'âge de 70 ans.
Durant sa carrière en politique fédérale, il a été dans le cabinet de William Lyon Mackenzie King ministre du Commerce de 1921 à 1923 et par intérim de 1925 à 1926, ministre de l'Immigration et de la Colonisation de 1923 à 1925, ministre des Finances et Receveur général de 1925 à 1926 et de 1926 à 1929 et ministre de la Défense nationale par intérim en 1926. Il est aussi whip en chef de l'Opposition en 1919 et whip du gouvernement de 1919 à 1921.